# Henryk Wasiak
Henryk Wasiak (ur. 15 lipca 1915 w Warszawie, zm. 22 listopada 1976 w Radomiu) – polski bokser, reprezentant Polski.

## Kariera
Walki na pięści uczył się w rodzinnym mieście, trenując od 1933 roku w klubie Legia Warszawa. Odbywając służbę wojskową od 1937 roku walczył w klubie Flota Gdynia, zostając w jej barwach reprezentantem Polski. Swój największy sukces sportowy w karierze odniósł w barwach klubu Radomiak Radom, którego był zawodnikiem po zakończeniu II wojny światowej. Startując w mistrzostwach Polski, został wicemistrzem kraju w 1947, w kategorii półśredniej. W roku 1938 dwukrotnie wystąpił w reprezentacji Polski odnosząc dla niej jedno zwycięstwo i jedną  porażkę. 